# کلارنس زنر
کلارنس ملوین زِنِر (انگلیسی: Clarence Zener؛ زاده ۱ دسامبر ۱۹۰۵ درگذشته ۱۵ ژوئیهٔ ۱۹۹۳) یک فیزیک‌دان اهل ایالات متحده آمریکا بود.
زنر در تحقیقات خودش باعث اختراع دیودی شد که جریان الکتریکی در یک جهت جلو برود که بعدها نام این دیود به نام دیود زنر نام گذاری شد.
زنر در ایندیاناپولیس، ایندیانا متولد شد و دکترای خود را در رشته فیزیک تحت مدیریت ادوین کمبل در هاروارد در سال ۱۹۲۹ به دست آورد. پایان‌نامه وی تحت عنوان مکانیک کوانتوم شکل‌گیری انواع خاصی از مولکول‌های دیاتومی بود. در سال ۱۹۵۷ او مدال بینگهام را برای کارهایش در رئولوژی، در سال ۱۹۵۹ مدال جان پرایس وتریل از مؤسسه فرانکلین، در سال ۱۹۶۵ جایزه دستاورد آلبرت سووور، در سال ۱۹۷۴ مدال طلا از انجمن آمریکایی برای فلزات، در سال ۱۹۸۲ دریافت کرد. جایزه Von Hippel از انجمن تحقیقات مواد، و در سال ۱۹۸۵ جایزه ICIFUAS را برای کشف اثر زنر، مطالعات پیشگامانه انعطاف‌پذیری در فلزات و پیش‌بینی و مشاهده میرایی ترمو الاستیک دریافت کرد. جایزه ICIFUAS (کنفرانس بین‌المللی اصطکاک داخلی و میرایی اولتراسونیک در جامدات) بعداً پس از درگذشت وی در سال ۱۹۹۳ به زنر تغییر نام داد. دانشجوی برجسته دکترای زنر جان بی گودنو و آرتور اس. نوویک قرار ملاقات فوق دکترا را زیر نظر زنر برگزار کردند.
زنر هم به دلیل عدم علاقه به کارهای آزمایشی و هم به خاطر ترجیح دادن کار روی مسائل عملی در عرصه فیزیک کاربردی، که در آن بسیار بینش بود، مشهور بود. اگرچه وی از شهرت بسیار خوبی در این کارها برخوردار بود، اما ظاهراً خود را برای کار در مسائل فیزیک نظری صرفاً صلاحیت کمتری داشت. در تأیید این موضوع، وی پس از صرف شام با فیزیکدان جی. رابرت اوپنهایمر، یک بار اظهار نظر کرد: «وقتی صحبت از فیزیک بنیادی شد، مشخص بود که دیگر با چنین شخصیتی رقابت نمی‌شود.»

## فعالیت حرفه ای
زنر پست‌ها / انتصابات زیر را داشت: وی از سال ۱۹۳۲ تا ۱۹۳۴ یک محقق تحقیقاتی در دانشگاه بریستول بود. وی در دانشگاه واشینگتن در سنت لوئیس (۱۹۳۵–۱۹۳۷)، کالج شهر نیویورک (۱۹۳۷–) تدریس کرد. ۱۹۴۰)، و دانشگاه ایالتی واشینگتن (۱۹۴۰–۱۹۴۲) قبل از اینکه در جنگ جهانی دوم در Watertown Arsenal کار کند. پس از جنگ، وی در دانشگاه شیکاگو (۱۹۵۱–۱۹۴۵) در حالی که استاد فیزیک بود، تدریس می‌کرد، قبل از اینکه به عنوان مدیر علوم در وستینگهاوس پیتسبورگ منصوب شود (۱۹۵۱ تا ۱۹۶۵). در اینجا او سیستم برنامه‌نویسی هندسی خود را توسعه داد، که از آن برای حل مسائل مهندسی با استفاده از پارامترهای قابل تنظیم، تعریف شده توسط توابع ریاضی، استفاده کرد. با استفاده از این، زنر برای مبدلهای حرارتی، برای انجام تبدیل انرژی حرارتی اقیانوسها، مدل‌سازی کرده و مناسب‌ترین مناطق را برای استقرار آنها کشف کرد. بسیاری از این مدل‌ها امروزه نیز مورد استفاده قرار می‌گیرند.پس از کار در وستینگهاوس، زنر دوباره به تدریس بازگشت، و برای مدت کوتاهی پیتسبورگ را ترک کرد و به عنوان استاد دانشگاه A&M تگزاس (۱۹۶۶–۱۹۶۸) است، اما بازگشت و کار خود را در دانشگاه کارنگی ملون (۱۹۹۳–۱۹۶۸) به پایان برد.